# Can Cavaller (Sobremunt)
Can Cavaller és una masia de Sobremunt a la comarca del Lluçanès inclosa a l'Inventari del Patrimoni Arquitectònic de Catalunya.

## Descripció
És un edifici civil de petites dimensions orientat a migdia i amb teulada a dues vessants. A la façana principal hi ha un portal i unes escales de pedra que condueixen a l'interior de l'habitatge mitjançant un porxo.
A mà dreta del portal és un femer amb sostre. Adossada al davant i en l'angle esquerra de la casa, hi ha l'antiga cabana ara transformada en corrals.
A la part posterior de la casa, es veuen unes petites finestres de pedra treballada que constitueixen els únics elements arquitectònics de valor.

## Història
La història d'aquesta masia és relativament moderna. Es tracta d'una de les cases de més petites dimensions de l'encontrada.
Data del segle xviii. És citada per primer cop a final del segle xix com a «Mas Caballer».